# Liencourt
Liencourt és un municipi francès situat al departament del Pas de Calais i a la regió dels Alts de França. L'any 2007 tenia 288 habitants.

## Demografia

### Població
El 2007 la població de fet de Liencourt era de 288 persones. Hi havia 103 famílies de les quals 13 eren unipersonals (4 homes vivint sols i 9 dones vivint soles), 27 parelles sense fills, 54 parelles amb fills i 9 famílies monoparentals amb fills.
La població ha evolucionat segons el següent gràfic:
Habitants censats

### Habitatges
El 2007 hi havia 128 habitatges, 101 eren l'habitatge principal de la família, 20 eren segones residències i 7 estaven desocupats. Tots els 110 habitatges eren cases. Dels 101 habitatges principals, 91 estaven ocupats pels seus propietaris, 9 estaven llogats i ocupats pels llogaters i 1 estava cedit a títol gratuït; 1 tenia una cambra, 1 en tenia dues, 6 en tenien tres, 26 en tenien quatre i 67 en tenien cinc o més. 84 habitatges disposaven pel capbaix d'una plaça de pàrquing. A 40 habitatges hi havia un automòbil i a 56 n'hi havia dos o més.

### Piràmide de població
La piràmide de població per edats i sexe el 2009 era:
| Homes | Edats   | Dones |
| ----- | ------- | ----- |
| 0     | 95 o +  | 0     |
| 0     | 90 a 94 | 0     |
| 0     | 85 a 89 | 0     |
| 0     | 80 a 84 | 0     |
| 0     | 75 a 79 | 4     |
| 0     | 70 a 74 | 4     |
| 8     | 65 a 69 | 4     |
| 8     | 60 a 64 | 20    |
| 4     | 55 a 59 | 4     |
| 0     | 50 a 54 | 0     |
| 8     | 45 a 49 | 0     |
| 4     | 40 a 44 | 8     |
| 24    | 35 a 39 | 28    |
| 12    | 30 a 34 | 8     |
| 4     | 25 a 29 | 4     |
| 0     | 20 a 24 | 0     |
| 12    | 15 a 19 | 16    |
| 16    | 10 a 14 | 12    |
| 20    | 5 a 9   | 8     |
| 8     | 0 a 4   | 0     |

## Economia
El 2007 la població en edat de treballar era de 192 persones, 141 eren actives i 51 eren inactives. De les 141 persones actives 128 estaven ocupades (74 homes i 54 dones) i 12 estaven aturades (4 homes i 8 dones). De les 51 persones inactives 11 estaven jubilades, 25 estaven estudiant i 15 estaven classificades com a «altres inactius».

### Ingressos
El 2009 a Liencourt hi havia 102 unitats fiscals que integraven 286 persones, la mediana anual d'ingressos fiscals per persona era de 17.885 €.

### Activitats econòmiques
Dels 6 establiments que hi havia el 2007, 1 era d'una empresa alimentària, 1 d'una empresa de fabricació d'altres productes industrials, 1 d'una empresa de comerç i reparació d'automòbils i 3 d'empreses d'hostatgeria i restauració.
L'únic servei als particulars que hi havia el 2009 era un restaurant.
L'únic establiment comercial que hi havia el 2009 era una fleca.
L'any 2000 a Liencourt hi havia 10 explotacions agrícoles que ocupaven un total de 357 hectàrees.

## Equipaments sanitaris i escolars
El 2009 hi havia una escola elemental integrada dins d'un grup escolar amb les comunes properes formant una escola dispersa.

## Poblacions més properes
El següent diagrama mostra les poblacions més properes.